# Маріанне Штейнбрехер
Маріанне Штейнбрехер  (порт. Marianne Steinbrecher на прізвисько Марі, 23 серпня 1983) — бразильська волейболістка, олімпійська чемпіонка.

## Виступи на Олімпіадах
| Олімпіада  | Дисципліна | Місце |
| ---------- | ---------- | ----- |
| Афіни 2004 | волейбол   | 4     |
| Пекін 2008 | волейбол   | 1     |

## Особисте життя
Зробила камінг-аут як лесбійка, коли газета Extra повідомила про неї та її дівчину.